# Unleashed Memories
«Unleashed Memories» — другий студійний альбом італійського готичного альт-метал-гурту Lacuna Coil. Реліз відбувся 20 березня 2001 року.

## Список композицій
| #   | Назва                   | Автор слів            | Автор музики                             | Тривалість |
| --- | ----------------------- | --------------------- | ---------------------------------------- | ---------- |
| 1.  | «Heir of a Dying Day»   | Крістіна Скаббіа      | Marco Coti Zelati                        | 4:59       |
| 2.  | «To Live Is to Hide»    | Андреа Ферро, Scabbia | Zelati                                   | 4:34       |
| 3.  | «Purify»                | Scabbia               | Marco Biazzi, Cristiano Migliore, Zelati | 4:36       |
| 4.  | «Senzafine»             | Ferro, Scabbia        | Zelati                                   | 3:53       |
| 5.  | «When a Dead Man Walks» | Scabbia               | Zelati                                   | 5:54       |
| 6.  | «1.19»                  | Scabbia               | Zelati                                   | 4:58       |
| 7.  | «Cold Heritage»         | Scabbia               | Zelati                                   | 5:23       |
| 8.  | «Distant Sun»           | Scabbia               | Zelati                                   | 5:29       |
| 9.  | «A Current Obsession»   | Scabbia               | Zelati                                   | 5:20       |
| 10. | «Wave of Anguish»       | Ferro                 | Migliore, Zelati                         | 4:40       |

| Перевидання 2011-го (бонусний трек) | Перевидання 2011-го (бонусний трек) | Перевидання 2011-го (бонусний трек) | Перевидання 2011-го (бонусний трек) | Перевидання 2011-го (бонусний трек) |
| #                                   | Назва                               | Автор слів                          | Автор музики                        | Тривалість                          |
| ----------------------------------- | ----------------------------------- | ----------------------------------- | ----------------------------------- | ----------------------------------- |
| 11.                                 | «Lost Lullaby»                      | Крістіна Скаббіа                    | Migliore, Zelati                    | 5:03                                |

| Видання для США та Канади (бонусні треки) (Halflife) | Видання для США та Канади (бонусні треки) (Halflife) | Видання для США та Канади (бонусні треки) (Halflife) | Видання для США та Канади (бонусні треки) (Halflife) | Видання для США та Канади (бонусні треки) (Halflife) |
| #                                                    | Назва                                                | Автор слів                                           | Автор музики                                         | Тривалість                                           |
| ---------------------------------------------------- | ---------------------------------------------------- | ---------------------------------------------------- | ---------------------------------------------------- | ---------------------------------------------------- |
| 11.                                                  | «Halflife»                                           | Андреа Ферро, Крістіна Скаббіа                       | Zelati                                               | 5:00                                                 |
| 12.                                                  | «Trance Awake»                                       | Cristiano Mozzati                                    | Zelati                                               | 2:00                                                 |
| 13.                                                  | «Senzafine»                                          | Scabbia                                              | Zelati                                               | 3:55                                                 |
| 14.                                                  | «Hyperfast»                                          | Ferro, Scabbia                                       | Biazzi, Zelati                                       | 4:57                                                 |
| 15.                                                  | «Stars» (кавер-версія гурту Dubstar)                 | Steve Hillier                                        | Hillier                                              | 4:37                                                 |

## Чарти
| Чарт (2001)                   | Місце |
| ----------------------------- | ----- |
| Німеччина German Albums Chart | 72    |

## Учасники запису
Lacuna Coil
- Андреа Ферро — чоловічий вокал
- Крістіна Скаббіа — жіночий вокал
- Марко "Маус" Біацці — електрогітара
- Крістіано "Піцца" Мігліоре — ритм-гітара
- Марко Коті Зелаті — бас-гітара, клавішні
- Крістіано "КріЦ" Моццаті — барабани, ударні